# トレッドストーン
『トレッドストーン』（Treadstone）は、2019年にアメリカ合衆国のUSAネットワークで放送されたアクション・スパイ・テレビドラマシリーズであり、映画シリーズである『ボーン』シリーズに基づいている。
日本では、2020年1月10日にAmazonプライム・ビデオで配信された。また、WOWOWでは2021年5月4日と5日の2日間にわたって5話ずつ放送された。
2020年5月に、シーズン1での打ち切りが発表された。

## キャスト

### メイン
ジョン・ランドルフ・ベントリー
演 - ジェレミー・アーヴァイン、日本語吹替 - 大泊貴揮
CIAのエージェント。KGBに捕まって究極の暗殺者を生み出す実験の被験者に。
タラ・コールマン
演 - トレイシー・イフェアチョア、日本語吹替 - 品田美穂
元ジャーナリストの女性タクシー運転手。
マット・エドワーズ
演 - オマー・メトワリー、日本語吹替 - 綱島郷太郎
CIAのエージェント。
パク・ソヨン
演 - ハン・ヒョジュ、日本語吹替 - 小岩和郁那
北朝鮮のピアノ教師。実はトレッドストーンの殺し屋。
ダグ・マッケナ
演 - ブライアン・J・スミス、日本語吹替 - 花輪英司
アラスカの海底油田基地で働く男。実はトレッドストーンの殺し屋。
ペトラ・アンドロポフ
演 - ガブリエル・シャルニツキー、日本語吹替 - 野沢由香里
夫と農場を営んでいる老女。実はKGBのエージェント。
若きペトラ・アンドロポフ
演 - エミリア・シューレ、日本語吹替 - 弘松芹香
KGBの若きエリート。ジョンに対する実験を指揮。
エレン・ベッカー
演 - ミシェル・フォーブス、日本語吹替 - 藤貴子
マットの上司で友人。

### リカーリング
※括弧内は日本語吹替
- ダン・レヴィーン: マイケル・ガストン（玉野井直樹） - CIA副局長。エレンの上司。
- サマンサ・マッケナ: テス・ハウブリック（英語版）（櫻庭有紗） - ダグの妻。
- スティーヴン・ヘインズ: パトリック・フュジット（拝真之介） - トレッドストーンの殺し屋。
- シン大佐: イ・ジョンヒョク（朝鮮語版）（相馬康一） - ソヨンに任務を強要する軍人。
- ドン・マシスン: オリヴァー・ウォーカー（英語版）（時永洋） - ジョンの同僚。KGBに捕らえられる。
- ニラ・パテル: シュルティ・ハーサン（弘松芹香） - インドのトレッドストーンの殺し屋。
- ユーリ・レニオフ: メラーブ・ニニッゼ（田中正彦） - 旧ソ連の核兵器を北朝鮮に売ろうとしている男。
- 若きユーリ・レニオフ: ジュリアン・コストフ（英語版） - ペトラの上司で恋人。

## エピソード
| 通算 話数 | タイトル                                     | 監督                   | 脚本                                                                             | 放送日         | 米国視聴者数 (百万人) |
| --------- | -------------------------------------------- | ---------------------- | -------------------------------------------------------------------------------- | -------------- | --------------------- |
| 1         | "セミのプロトコル" "The Cicada Protocol"     | ラミン・バーラニ       | ティム・クリング                                                                 | 2019年9月24日  | 0.81                  |
| 2         | "既知の陰謀" "The Kwon Conspiracy"           | アレックス・グレイヴス | ティム・クリング                                                                 | 2019年10月22日 | 0.53                  |
| 3         | "ベルリンの提案" "The Berlin Proposal"       | アレックス・グレイヴス | レベッカ・ダメロン デイヴ・カルスタイン                                          | 2019年10月29日 | 0.59                  |
| 4         | "ケンタッキーの契約" "The Kentucky Contract" | ブラッド・アンダーソン | 原案: ティム・ウォルシュ 脚本: ティム・ウォルシュ & デイヴ・カルスタイン         | 2019年11月5日  | 0.42                  |
| 5         | "ベントリーの嘆き" "The Bentley Lament"      | ブラッド・アンダーソン | パトリック・アイソン                                                             | 2019年11月12日 | 0.52                  |
| 6         | "ハデスの覚醒" "The Hades Awakening"         | ウェイン・イップ       | デイヴ・カルスタイン マイケル・ブランドン・ガルシオ                              | 2019年11月19日 | 0.41                  |
| 7         | "逆説のアンドロポフ" "The Paradox Andropov"  | ウェイン・イップ       | 原案: マーク・ベルナルディン 脚本: マーク・ベルナルディン & デイヴ・カルスタイン | 2019年11月26日 | 0.50                  |
| 8         | "マッケナの抹消" "The McKenna Erasure"       | サリー・リチャードソン | タイラー・ヒセル デイヴ・カルスタイン                                            | 2019年12月3日  | 0.53                  |
| 9         | "ソウルの収容所" "The Seoul Asylum"          | サリー・リチャードソン | 原案: ネカ・ガーストル 脚本: デイヴ・カルスタイン                                | 2019年12月10日 | 0.50                  |
| 10        | "セミの契約" "The Cicada Covenant"           | ジェレミー・ウェッブ   | 原案: ジル・スナイダー 脚本: デイヴ・カルスタイン                                | 2019年12月17日 | 0.37                  |

## 作品の評価
Rotten Tomatoesによれば、批評家の一致した見解は「『トレッドストーン』は『ボーン』ユニヴァースに期待されるのと同じくらいアクションが満載で熱狂的なテンポで展開するが、それを際立たせるために必要な物語の勢いやまとまりに欠けている。」であり、19件の評論のうち高評価は47%にあたる9件で、平均点は10点満点中5.83点となっている。
Metacriticによれば、7件の評論のうち、高評価は1件、賛否混在は4件、低評価は2件で、平均点は100点満点中47点となっている。